# Distretto di Palu
Il distretto di Palu (in turco Palu ilçesi) è uno dei distretti della provincia di Elâzığ, in Turchia.
| Controllo di autorità | VIAF (EN) 156002013 · LCCN (EN) n85098193 · J9U (EN, HE) 987007560075905171 |